# Maila Talvio
Maila Talvio, pseudonimo di Maila Winter, coniugata Mikkola (Hartola, 17 ottobre 1871 – Helsinki, 6 gennaio 1951), è stata una scrittrice finlandese, candidata tre volte al Premio Nobel per la letteratura.

## Biografia
Maila Winter nacque in una famiglia numerosa a Hartola nel 1871: era una dei nove figli del cappellano Adolf Magnus Winter e della moglie Julia Malvina Bonsdorf. Il padre morì quando lei aveva nove anni, lasciando la famiglia in condizioni economiche precarie. Nel 1890 conobbe il linguista J. J. Mikkola, che avrebbe spostato tre anni più tardi.
Faceva parte della prima generazione di scrittrici (dopo Minna Canth e Theodolinda Hahnsson) che aveva avuto la possibilità di studiare all'università. I suoi primi scritti erano spesso di denuncia contro i mali sociali, ma allo stesso tempo metteva in guardia contro il socialismo, inquadrandosi nella corrente del movimento nazionale finlandese. Pubblicò il suo primo romanzo, Haapaniemen keinu, nel 1895 e avrebbe ottenuto il successo nel 1901 con Rumaa ja kaunista.
Fu un'autrice prolifica: scrisse infatti quindici romanzi, molti dei quali a sostegno del movimento per la temperanza pubblicati solitamente con il nom de plume di "Maila Talvio". Fu anche autrice di racconti e opere teatrali, mentre negli anni 1930 si dedicò alla scrittura di romanzi storici. Lavorava anche giornalista e traduttrice; tradusse diversi romanzi di Henryk Sienkiewicz dal polacco al finlandese.